# The Bell Curve

Normale verdeling van de menselijke intelligentie, de inspiratie voor de titel van Herrnsteins boek

The Bell Curve (letterlijk: klokkromme) is een controversieel boek geschreven door hoogleraar Richard J. Herrnstein van Harvard en politicoloog Charles Murray. De titel van het boek, dat in 1994 verscheen en een bestseller werd, was ontleend aan de vorm van de normale verdeling van de menselijke intelligentie (IQ).

## Algemeen
Het centrale thema van het boek is dat intelligentie een betere voorspeller is van allerlei maatschappelijke variabelen, zoals inkomen, werkprestatie, ongehuwde zwangerschap en misdaad, dan de sociaal economische status of het opleidingsniveau van de ouders. In het boek wordt verder betoogd dat de scheiding tussen de groep mensen met een hoge intelligentie (de cognitieve elite) en de grote meerderheid van mensen met een gemiddelde of benedengemiddelde intelligentie zich steeds scherper aftekent en dat dit een bedenkelijke maatschappelijke ontwikkeling is. Het boek bevat 845 pagina's met vooral technische en wetenschappelijke tekst met vele grafieken en tabellen die niet toegankelijk zijn voor een breed publiek. Er werden meer dan 500.000 exemplaren verkocht.

## De relatie tussen IQ en sociaal-economische factoren
De auteurs baseerden zich voor hun visie op de maatschappelijke implicaties van intelligentie vooral op gegevens van de National Longitudinal Study of Youth (NLSY). In deze studie, uitgevoerd door het U.S. Department of Labor's Bureau of Labor Statistics, waren duizenden Amerikanen vanaf 1980 gevolgd. Bij alle participanten was een intelligentietest afgenomen, de Armed Forces Qualifying Test (AFQT) en werd hun latere sociale en economische positie onderzocht. Van het laatste was het IQ een betere voorspeller dan iemands sociaal-economische achtergrond (zie tabel). Ook leken na statistische correctie voor verschillen in IQ, de maatschappelijke verschillen tussen etnische groepen sterk af te nemen.
| IQ | <75 | 75–90 | 90–110 | 110–125 | >125 |
| --- | --- | ----- | ------ | ------- | ---- |
| Populatieverdeling VS | 5   | 20    | 50     | 20      | 5    |
| Getrouwd op 30ste jaar | 72  | 81    | 81     | 72      | 67   |
| Meer dan 1 maand per jaar niet ingeschreven als werkzoekend (man) | 22  | 19    | 15     | 14      | 10   |
| Meer dan 1 maand per jaar geen werk (man) | 12  | 10    | 7      | 7       | 2    |
| Binnen 5 jaar gescheiden | 21  | 22    | 23     | 15      | 9    |
| % kinderen in onderste IQ-deciel (moeder) | 39  | 17    | 6      | 7       | —    |
| Ongehuwd moederschap | 32  | 17    | 8      | 4       | 2    |
| Leeft in armoede | 30  | 16    | 6      | 3       | 2    |
| Ooit gevangenisstraf (man) | 7   | 7     | 3      | 1       | 0    |
| Permanente bijstand (moeders) | 31  | 17    | 8      | 2       | 0    |
| School niet afgemaakt (middelbaar onderwijs) | 55  | 36    | 6      | 0,4     | 0    |
| Getallen zijn percentages binnen elke IQ-subpopulatie, gevonden voor blanken van niet-Spaanse afkomst (Herrnstein & Murray (1994), respectievelijk: pagina's 171, 158, 163, 174, 230, 180, 132, 194, 247-248, 194, 146). |     |       |        |         |      |

## Etnische verschillen in IQ
De grootste controverse van het boek werd echter veroorzaakt door hoofdstukken 13 en 14, waarin de auteurs op het probleem van etnische verschillen in intelligentie en de maatschappelijke implicaties hiervan ingingen. Dit betrof vooral verschillen tussen etnische groepen in de Verenigde Staten: zwarte Amerikanen scoren gemiddeld 15 punten lager dan blanke Amerikanen. Herrnstein en Murray traden met hun boek in de voetsporen van Artur Jensen van de Universiteit van Berkeley. Diens artikel over het verband tussen intelligentie, erfelijkheid en etnische groepen dat in 1969 verscheen in de Harvard Educational Review, ontketende 25 jaar eerder ook al veel maatschappelijke discussies.

## Maatschappelijke implicaties en aanbevelingen
In het laatste hoofdstuk van het boek worden enkele maatschappelijke implicaties besproken en aanbevelingen gedaan. Zo stellen de auteurs voor om de overheidssteun aan arme vrouwen met kinderen af te schaffen. Overheidssteun kan gezien worden als een bonus voor het krijgen van kinderen. Omdat arme vrouwen gemiddeld een lager IQ hebben dan meer bemiddelde vrouwen betekent dat volgens de auteurs het in stand houden van groepen met een lagere intelligentie en dus maatschappelijke ongelijkheid. Letterlijk stellen de auteurs dat de technisch exacte omschrijving van het Amerikaanse vruchtbaarheidsbeleid is dat het geboorten bij arme vrouwen subsidieert, die onevenredig vertegenwoordigd zijn aan de lage kant van het intelligentiespectrum. De auteurs dringen erop aan dat dit beleid, in de vorm van een uitgebreid steunnetwerk van geld en diensten voor vrouwen met een laag inkomen die baby's krijgen, wordt gestaakt.

## Reacties

### Algemeen
Kort na publicatie van The Bell Curve brak er in de Verenigde Staten een felle discussie uit tussen voor- en tegenstanders van het boek. Sommige critici wezen het boek af, noemden het racistisch en verweten de auteurs dat zij een vorm van wetenschappelijk racisme steunden. Een reeks van kritische teksten, waaronder The Bell Curve Debate verscheen als reactie op het boek. De auteurs werden vooral aangevallen op het punt dat IQ-verschillen tussen etnische groepen genetisch bepaald zouden zijn. In de inleiding van hoofdstuk 13 van het boek stelden de auteurs echter dat het debat in hoeverre etnische verschillen bepaald worden door genen of omgeving nog niet is opgelost. Volgens de auteurs waren de conclusies van het boek grotendeels gebaseerd op onderzoek van anderen.

### Positieve kritiek
Het boek kreeg aanvankelijk veel positieve publiciteit, met besprekingen in bladen als Newsweek, Time magazine, New York Times en diverse televisieprogramma's.

### Negatieve kritiek
Later verschenen er in de media ook negatieve reacties, waarin vooral de juistheid van de gegevens en deskundigheid van de co-auteur Murray in twijfel werd getrokken. Omdat Herrnstein inmiddels was overleden, kwam het verweer tegen de kritiek vooral voor rekening van Murray. Negatieve reacties kwamen van onder anderen Leon Kamin, een notoire tegenstander van intelligentietests, en Howard Gardner, een professor aan Harvard University. Een andere bekende bestrijder van het boek was bioloog Stephen Jay Gould. De laatste richtte zich echter vooral tegen het idee dat intelligentie in een enkele testscore (het IQ) kan worden vervat, zoals onder andere in de theorie van Charles Spearman en zijn factor g was voorgesteld.

### Reguliere wetenschap
Twee jaar na het verschijnen van The Bell Curve publiceerde een groep statistici Inequality by Design: Cracking the Bell Curve Myth. In het boek legden ze fouten in de argumentatie bloot, toonden ze dat de gebruikte data de conclusies niet ondersteunden en schoven ze alternatieve verklaringen naar voren die de IQ-verschillen beter zouden verklaren dan genetica.
Er verschenen later ook positieve reacties. Ter verdediging van het boek ondertekenden 52 hoogleraren, voor het merendeel psychologen en experts op het gebied van intelligentieonderzoek een artikel met als titel Mainstream Science on Intelligence. Hierin werd de zienswijze die in het boek The Bell Curve werd gepresenteerd, grotendeels ondersteund. Het artikel was geschreven door psychologe Linda Gottfredson en gepubliceerd in het The Wall Street Journal in 1994 en later herdrukt in het tijdschrift Intelligence.

### Onderzoekscommissie van de American Psychological Association
Als reactie op de groeiende controverse rondom het boek riep een wetenschapscommissie (Board of Scientific Affairs) van de American Psychological Association een speciale onderzoekscommissie (task force) in het leven om de juistheid van de conclusies in het boek nader te onderzoeken. Het uiteindelijke verslag van de commissie, getiteld Intelligence: Knowns and Unknowns is beschikbaar op een academische website. Sommige conclusies ondersteunden de rol en betekenis van het IQ, zoals verwoord in het boek The Bell Curve. Wat betreft de verschillen in IQ tussen etnische groepen werd betwijfeld of dit louter een gevolg was van genetische factoren. Waaraan dit dan wel zou kunnen liggen werd in het midden gelaten.

### Reactie Murray
Later heeft Murray in een aparte publicatie gereageerd op kritiek op de manier van corrigeren voor verschillen in sociaal-economische factoren, zoals die in het boek was gebruikt. Hij vergeleek nu echter de IQ's van paren broers en zussen van hetzelfde gezin, waarvan de een steeds in een lage(re) en de ander in een hoge(re) IQ-groep was terechtgekomen. Hierdoor werd vergeleken tussen verschillend intelligentieniveau bij vergelijkbaar milieu. Deze resultaten bleken niet tot andere conclusies over de maatschappelijke betekenis van het IQ te leiden (zie tabel).
| IQ                                                                                     | <75             | 75–90           | 90–110          | 110–125         | >125            |
| -------------------------------------------------------------------------------------- | --------------- | --------------- | --------------- | --------------- | --------------- |
| Gemiddeld aantal jaren onderwijs                                                       | 11,4 (10,9)     | 12,3 (11,9)     | 13,4 (13,2)     | 15,2 (15,0)     | 16,5 (16,5)     |
| Percentage dat minimaal bachelortitel heeft gehaald                                    | 1 (1)           | 4 (3)           | 19 (16)         | 57 (50)         | 80 (77)         |
| Gemiddeld aantal weken werk per jaar                                                   | 35,8 (30,7)     | 39,0 (36,5)     | 43,0 (41,8)     | 45,1 (45,2)     | 45,6 (45,4)     |
| Gemiddeld eigen inkomen per jaar in Amerikaanse dollars                                | 11.000 (7.500)  | 16.000 (13.000) | 23.000 (21.000) | 27.000 (27.000) | 38.000 (36.000) |
| Percentage met partner met inkomen                                                     | 30 (27)         | 38 (39)         | 53 (54)         | 61 (59)         | 58 (58)         |
| Gemiddeld gezinsinkomen in US dollars                                                  | 17.000 (12.000) | 25.000 (23.400) | 37.750 (37.000) | 47.200 (45.000) | 53.700 (53.000) |
| Percentage kinderen buiten huwelijk geboren                                            | 49 (50)         | 33 (32)         | 14 (14)         | 6 (6)           | 3 (5)           |
| Gemiddeld kindertal                                                                    | 2,1 (2,3)       | 1,7 (1,9)       | 1,4 (1,6)       | 1,3 (1,4)       | 1,0 (1,0)       |
| Leeftijd moeder bij geboorte eerste kind                                               | 24,4 (22,8)     | 24,5 (23,7)     | 26,0 (25,2)     | 27,4 (27,1)     | 29,0 (28,5)     |
| Waarden in een 'utopische' (gereconstrueerde) en complete (tussen haakjes) steekproef. |                 |                 |                 |                 |                 |